# The War with Mexico
The War with Mexico (en français La Guerre avec le Mexique) est un livre de l'historien Justin Harvey Smith publié en 1919. Il a remporté en 1920 le prix Pulitzer d'histoire,,.

## Éditions
- Justin H. Smith The War with Mexico, 2 vol., New York, Macmillan, 1919.